# Obidosus coxalis
Obidosus coxalis is een hooiwagen uit de familie Stygnidae. De originele naamcombinatie (protoniem) was Fonteboatus coxalis Roewer, 1931. Een volgende naamrecombinatie werd gepubliceerd als Protimesius coxalis (Roewer, 1931), maar vervolgens gewijzigd.